# Ira Glass
Ira Jeffrey Glass (3 de Março de 1959, Baltimore) é uma personalidade da rádio pública norte-americana e locutor e produtor do programa de televisão e rádio This American Life.

## Trabalhos na TV
Glass já trabalhou como produtor, argumentista, director e actor na televisão.

### Produtor
- 2014 - This American Life: One Night Only at BAM
- 2012 - Fresh Air 2: 2 Fresh 2 Furious
- 2012 - This American Life Live!
- 2012 - Sleepwalk with Me
- 2009 - This American Life Live!
- 2006 - Unaccompanied Minors

### Argumentista
- 2014 - How to Listen to a Podcast
- 2014 - This American Life: One Night Only at BAM
- 2012 - This American Life Live!
- 2012 - Sleepwalk with Me
- 2009 - This American Life Live!
- 2008 - This American Life
- 2008 - This American Life Live

### Actor
- 2014 - American Dad! ("Honey, I'm Homeland")
- 2014 - Veronica Mars
- 2013 - Modern Family ("Flip Flop")
- 2012 - 30 Rock ("St. Patrick's Day")
- 2012 - This American Life Live!
- 2012 - Sleepwalk with Me
- 2010 - The Simpsons ("Elementary School Musical")
- 2007-08 - This American Life

### Director
- 2010 - Radio One Family Comedy Tour: Volume 1